# Orull
Orull est une série de bande dessinée française scénarisée par Denis-Pierre Filippi et illustrée et colorisée par Tiburce Oger, publiée chez Delcourt.

## Albums
1. Rêves de nuages, 2001
2. Le Géant oublié, 2001
3. Elline, 2001
4. Le Souffleur de feu, 2004

## Publication
- Delcourt (collection Jeunesse) : tomes 1 à 4